# 上開橋
上開橋，又名竖旋桥、立转桥、竖转桥，是桥跨结构可以向上竖向转动打开的開啟橋。从结构上可以分为单叶式、双叶式。有开启便捷、相对安全、无净空限制等特点，是开启桥中最常见的一种。

## 双叶和单叶
在跨度、高度相同的情况下，双叶式比单叶式打开更快，打开时风阻力较小，需要的平衡重更小，机械也更小。另一方面，部件则是单叶型的两倍。:35

## 活动方式

### 简单枢轴式
简单枢轴式的上开桥，梁段和平衡重围绕中间的固定枢轴旋转，就像跷跷板一样。这种形式在1900年前后的芝加哥得到了很大的发展，因此又名“芝加哥式”。简单枢轴式的优点是结构简单，检修、维护方便。其缺点在于，当桥打开时，平衡重会下降到桥面高度以下，甚至可能浸入水中，因此需要为之建设防水室。许多其他上开桥类型，都是为了解决这一问题而发明的。:33-38,53

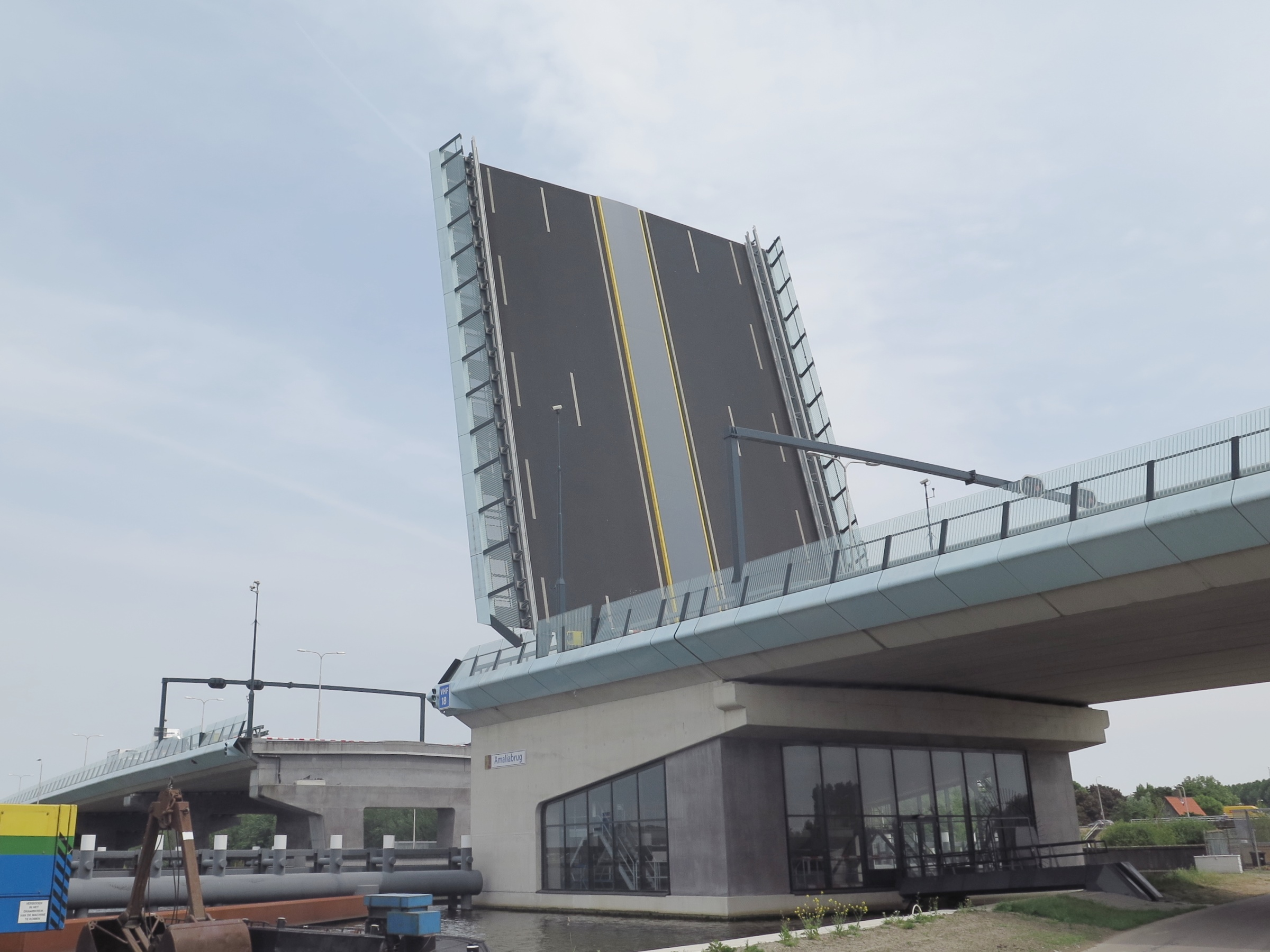
防水室时常会建在桥台的内部
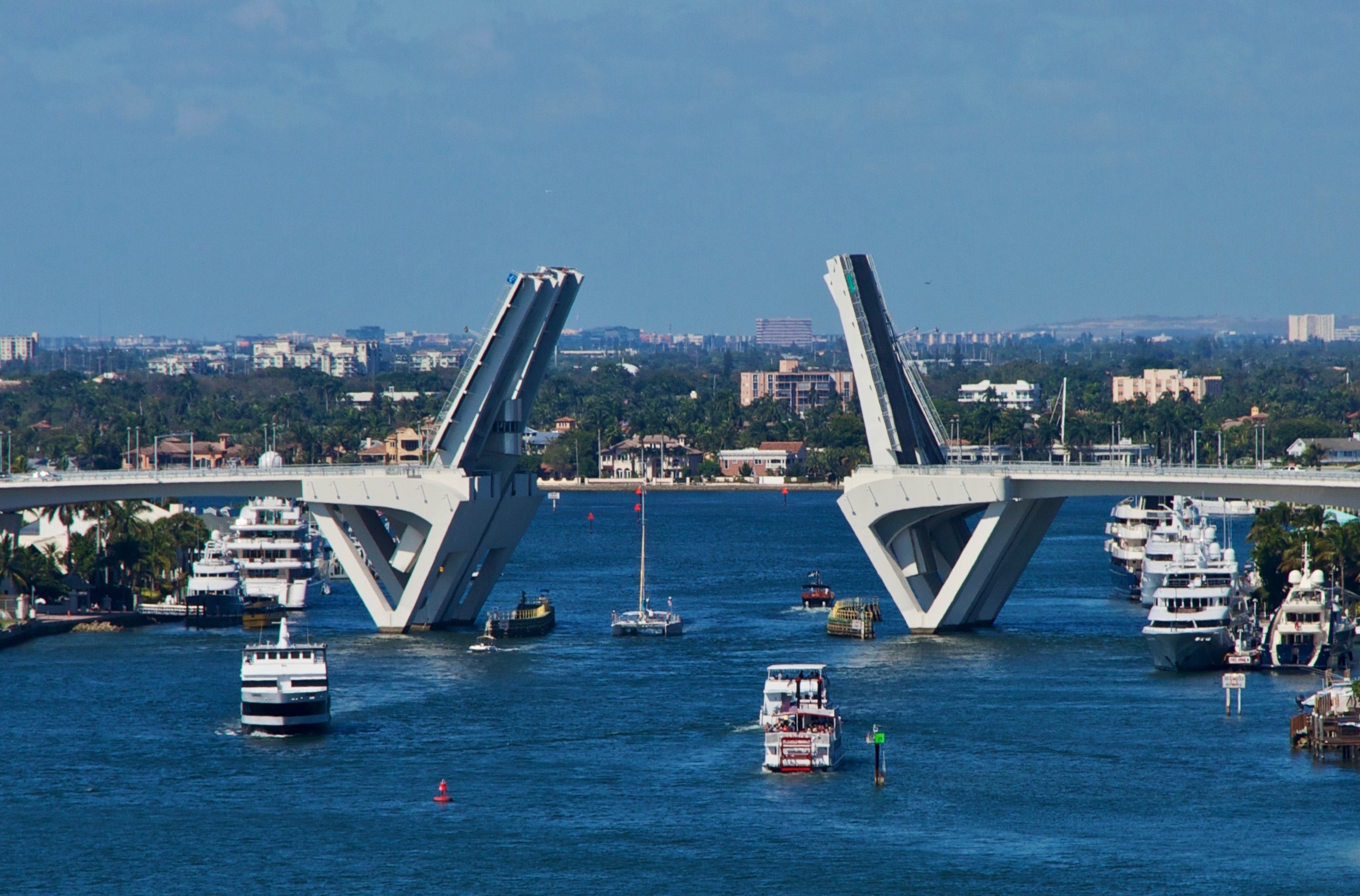
桥面高出水面许多，没有建防水室

### 后踵枢轴式
后踵枢轴式的上开桥，梁段和平衡重分离，通过链条或其他方式连接，梁段围绕自身的后踵旋转。20世纪初，后踵枢轴式在美国得到了很大的发展，其中一种由约瑟夫·施特劳斯发明的经典形式被广泛地使用，以至于人们错误地把所有的后踵枢轴式都称为“施特劳斯式”。实际上，后踵枢轴式的历史相当古老，许多吊桥就采用这一形式。:38,40-41
施特劳斯式有许多优点：不需要为平衡重建设防水室；建造价格相对便宜；可以实现非常长的跨度，如历史上最长的单叶上开桥圣查尔斯直达大桥就采用该形式。:38,40-41

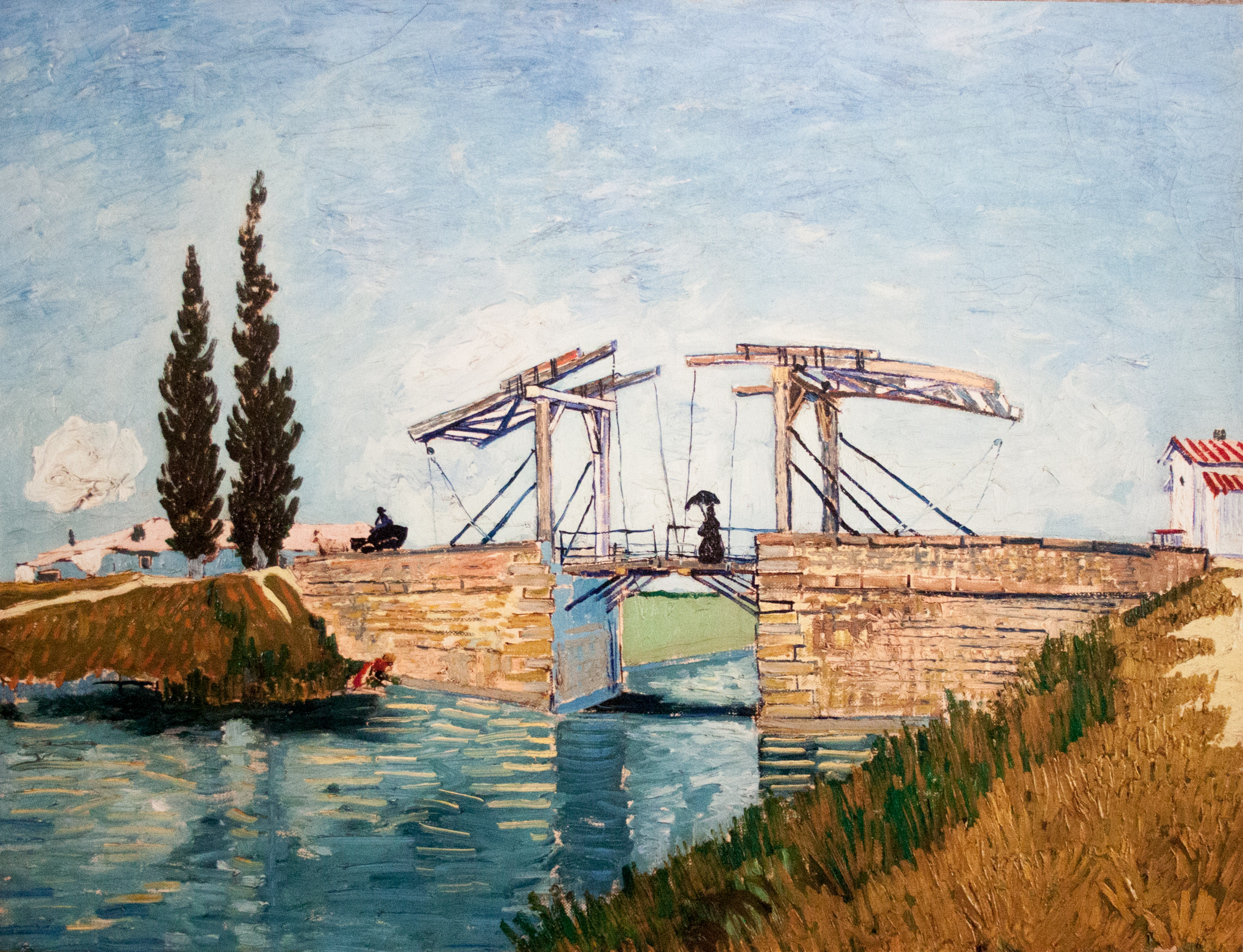
文森特·梵高绘制的后踵枢轴式吊桥
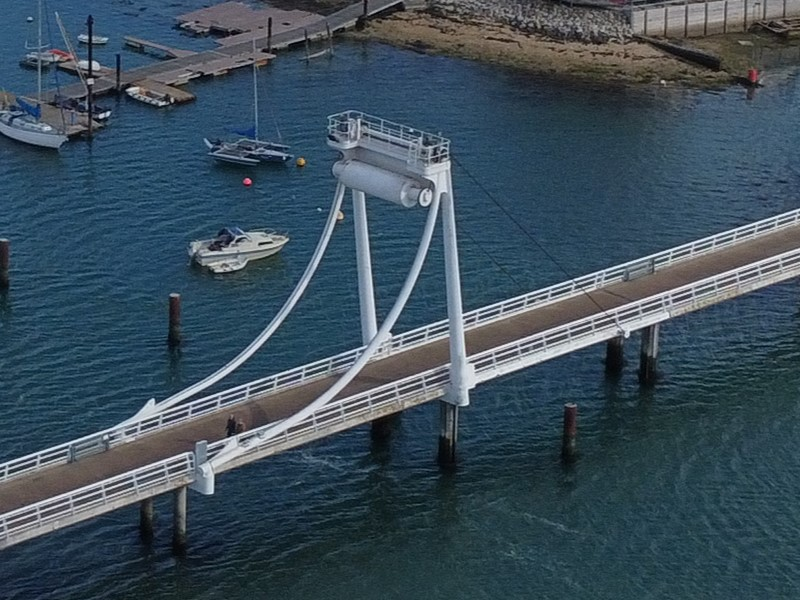
平衡重轨道为摆线形的后踵枢轴式桥
施特劳斯式后踵枢轴上开桥。蓝色实心块为平衡重。红色为梁段，围绕自身的后踵旋转。平衡重和梁段通过一个刚性的平行四边形框架连接

### 活节连接平衡重式
活节连接平衡重式的上开桥，梁段和平衡重分离，这一点与后踵枢轴式相同；梁段围绕自身中间的枢轴旋转，这一点与简单枢轴式接近。这种类型的上开桥几乎都是施特劳斯及其公司设计和建造的，因而也被称为“施特劳斯式”。由于设计有缺陷，非常容易造成故障，这种活动方式已经遭到淘汰。:42-43

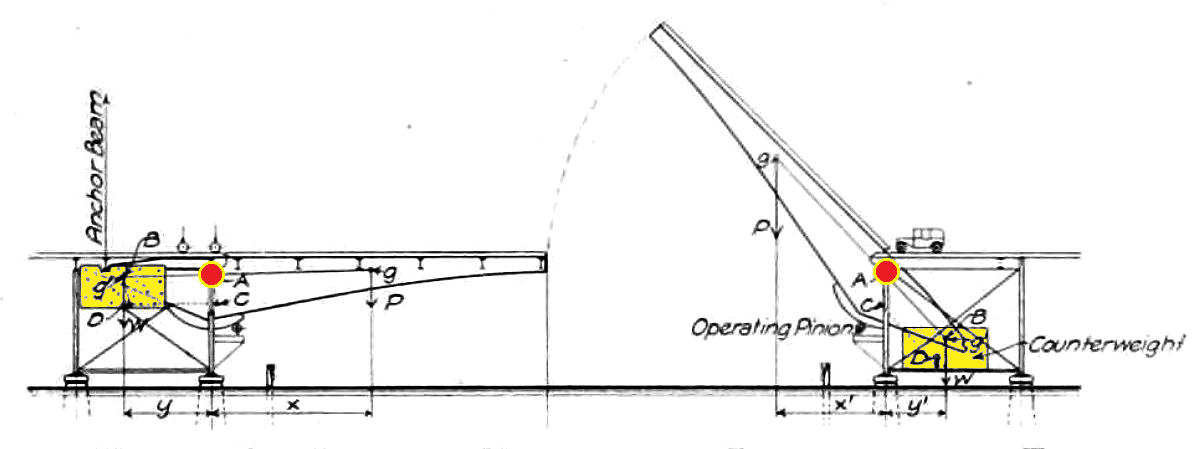
平衡重位于下方型。黄色为平衡重，红色为枢轴
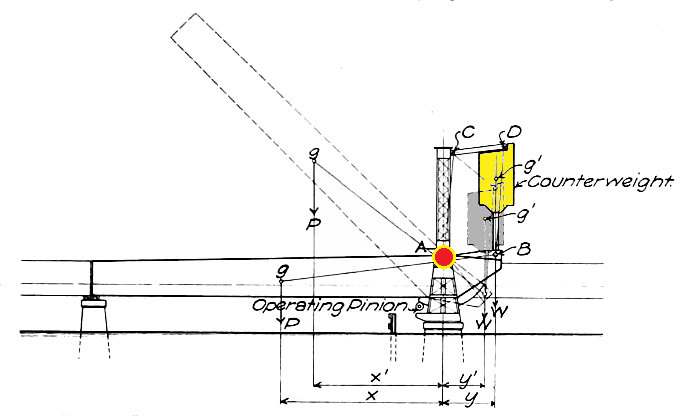
平衡重位于上方型

### 滚升式
滚升式的上开桥，梁段没有固定枢纽，而是一边滚动一边上升打开。其发明者是美国工程师威廉·舍尔策。他英年早逝后，弟弟阿尔伯特·舍尔策接手公司，继续改进和建设滚升式上开桥。所有采用弧形梁的滚升桥都被称为“舍尔策式”。:46另一种滚升桥由西奥多·拉尔（Theodore Rall）发明，采用车轮代替弧形梁，被称为“拉尔式”。:47
滚升式有一个凸出的优点，就是梁段在打开的同时还会往后退，因此可以更快地让出航路；要提供同样宽的航道，只需要打开比较小的角度。:46因此直到今天，舍尔策式滚升桥仍被设计和建造，但拉尔式已经遭到淘汰。:53-54

舍尔策式滚升桥示意图
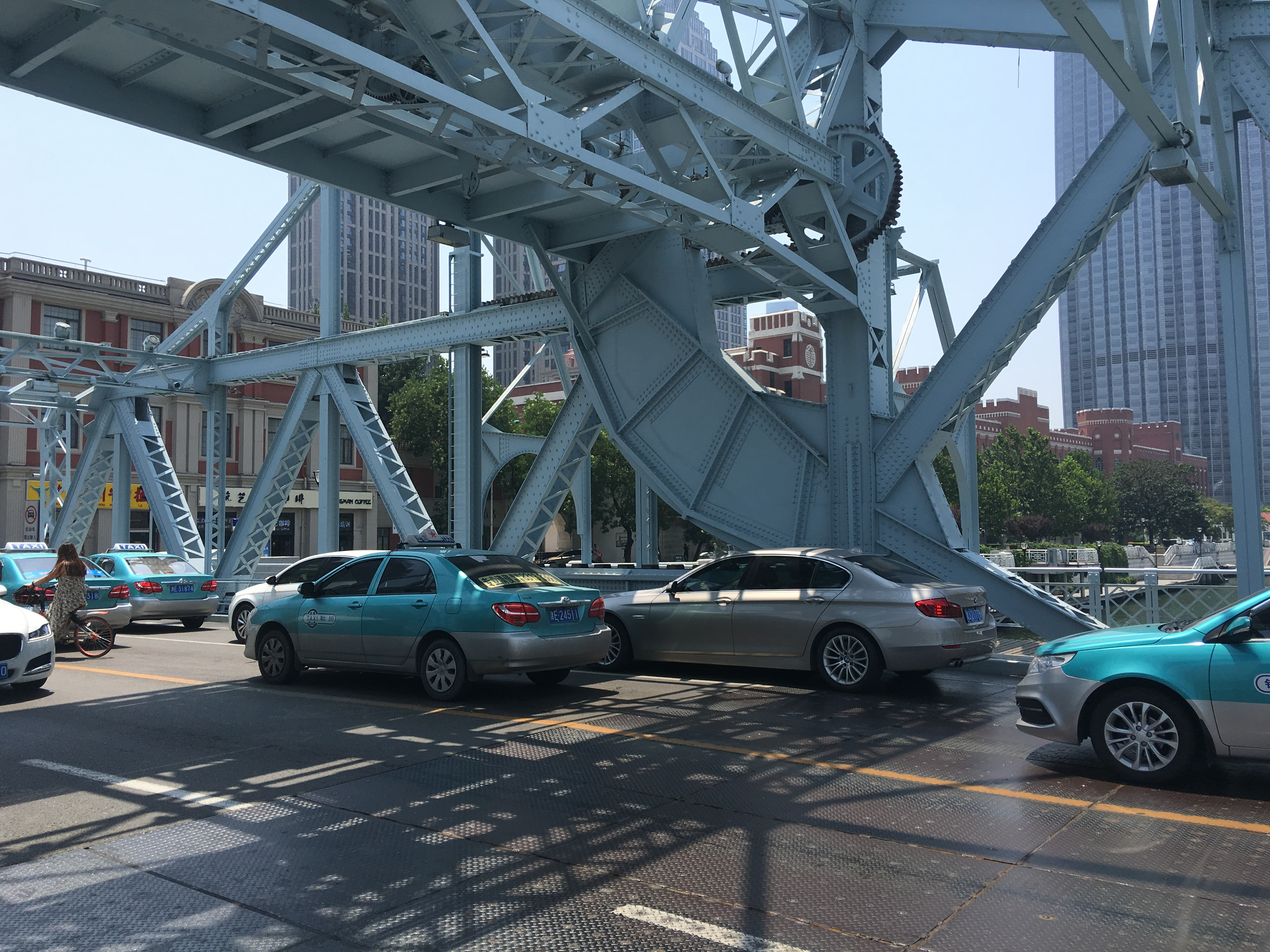
舍尔策式标志性的弧形梁

## 桥梁结构
上开桥可以有不同的结构。传统的吊桥是简单的梁桥。苏圣玛丽国际铁路大桥是桁架桥。塔科尼-帕尔米拉大桥是拱桥。许多双叶桥是悬臂桥。少数双叶桥是非对称的，一侧是悬臂桥，另一侧是梁桥。:35

## 优劣势

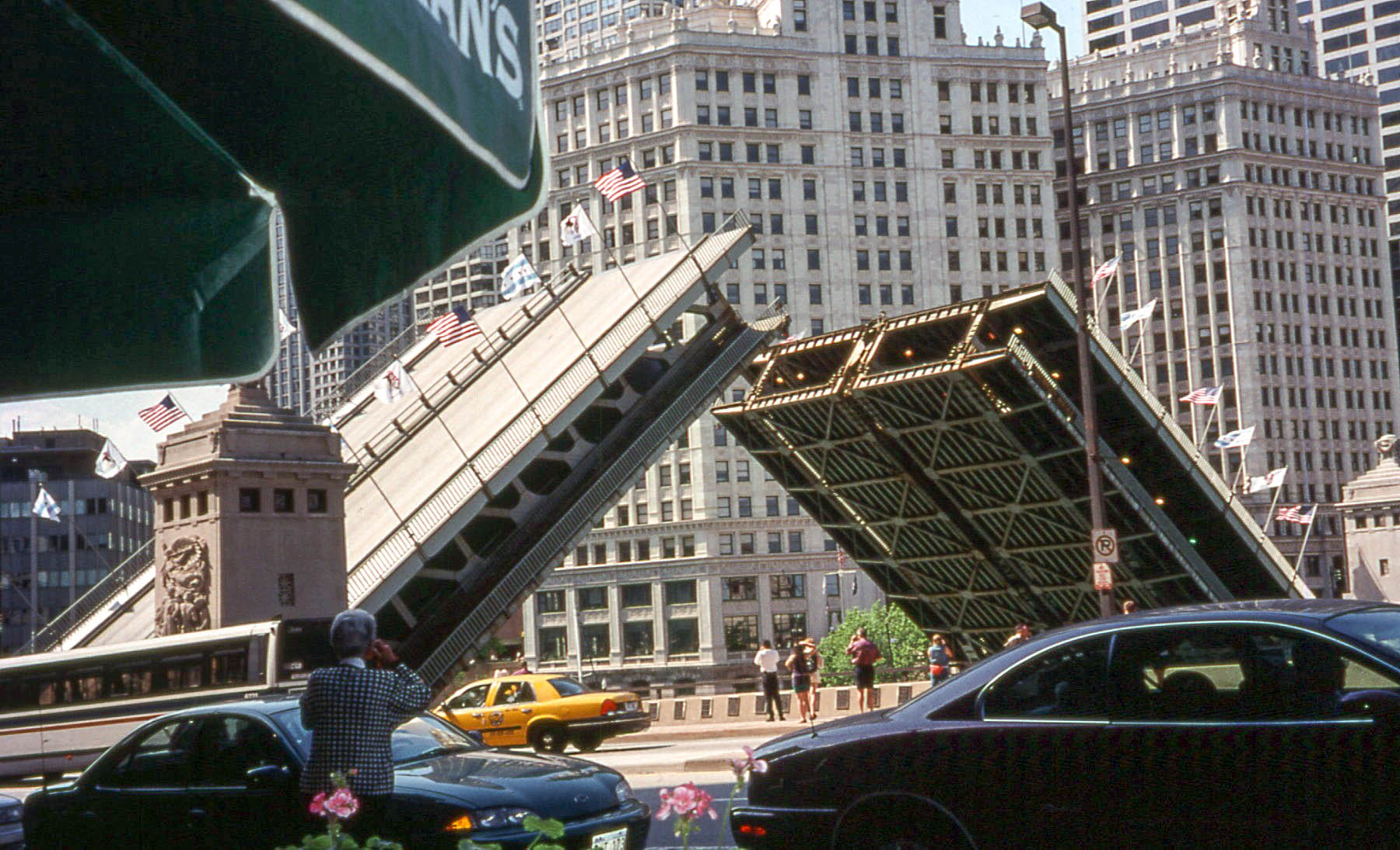
杜萨布尔桥是一座少见的双层上开桥

上开桥是最常见的一类开合桥。与另外两种常见的活动桥——升降桥和平转桥——相比，上开桥的打开速度最快，在未完全打开时所能提供的通行空间最大，在完全打开时可以提供最宽阔的通行空间和无限制的净空。另外，上开桥在打开时，竖起的梁段自动形成了路障，可以防止汽车不小心直接驶入水中。:50-52
上开桥打开时，要承受可观的风压，在设计时必须重视。:52-53上开桥很少设计为双层，不如升降桥和平转桥适合。:50

## 备注
1. ↑  古代城墙、城堡上设置的吊桥，吊起后可以阻止敌人越过护城河，起到保护作用，被认为是上开桥的前身[1]，或者就是最早的上开桥[2]:33。